# Iris Disse
Iris Disse (* 1956 in Lüneburg) ist eine deutsche Theatermacherin, Schauspielerin und Featureautorin.

## Leben
Disse wurde 1956 in Lüneburg als Tochter eines Amtsoberrates und einer Lehrerin geboren und wuchs in Lüdenscheid im Sauerland auf. Sie studierte Philosophie, Politik und Kunstgeschichte an der Ludwig-Maximilians-Universität München in München und ließ sich anschließend zur Schauspielerin und Regisseurin ausbilden. In München gründete sie mit Gero Gries die Disse-Gries Companie DGC und inszenierte verschiedene Stücke unter anderem in München, Berlin, Hamburg und Wien. Zu den inszenierten Stücken gehörte unter anderem die deutsche Erstaufführung von Pier Paolo Pasolini Orgia für das Sommertheater Kampnagel. Neben Theatern führte sie ihre Stücke immer wieder in Fabrikräumen auf.
Nebenbei arbeitete Disse als Schauspielerin in verschiedenen Kino- und Fernsehfilmen, darunter im Tatort: Moltke unter der Regie von Hajo Gies. Disse arbeitete Anfang der 1990er-Jahre als Intendantin des Werktheaters Wedding und entwickelte mit ihrem Partner David Höner 1993 ein Multimedia-Performance-Konzept, die Piraten der Stimme, mit dem sie in den folgenden Jahren durch verschiedene Länder tourten und dabei jeweils zusammen mit darstellenden Künstlern und Musikern aus den entsprechenden Ländern zusammenarbeiteten.
Im Jahr 1991 begann Iris Disse, sich intensiv mit der Hör-Kunst zu beschäftigen. Im Jahr 1993 erhielt sie zusammen mit Sainkho Namtchylak und Grace Yoon den BBC-Preis des Prix Futura für das Hörspiel Tunguska-Guska, eine Produktion des Bayerischen Rundfunks. Im folgenden Jahr wählte die Deutsche Akademie der Darstellenden Künste das Hörspiel Letzte Sprünge, das sie mit David Höner für den Norddeutschen Rundfunk erarbeitet hatte, zum Hörspiel des Monats. Im Jahr 1994 zog Disse mit ihrer Familie nach Ecuador, wo sie unter anderem am Aufbau eines Kulturradios beteiligt war. Sie gründete die Stiftung Red Artistica Experimental Latinoamericana (RAEL) mit Künstlern aus verschiedenen Bereichen, um Werke der Akustischen Kunst zu schaffen und mit neuen Erzählformen in Video und Radio zu experimentieren. RAEL, heute Oido Salvaje, nahm an der EXPO 2000 in Hannover teil, um das kreativ-experimentelle Medienkonzept vorzustellen. Disse wurde von der ersten bis fünften internationalen Radiobiennale in Mexiko-Stadt als Dozentin für Akustische Kunst und Experimentelles Radio eingeladen und inszenierte einige Liveperformances für diese Biennale.
Von 2001 bis 2006 lebte und arbeitete Disse vor allem in der Schweiz und in Berlin; sie inszenierte Theaterstücke und arbeitete im Hörkunstbereich, so entstand unter anderem das Hörspiel Der Tod tanzt mit. Für den Sender arte entstanden die Dokumentarfilme Wälder der Hoffnung, Ecuador und Wälder der Hoffnung, Indonesien. Von 2006 bis 2011 lebte Disse erneut in Ecuador, wo sie das lateinamerikanische Filmnetzwerk La Mirona aufbaute. Es entstanden mehrere Dokumentarfilme zu sozialen Themen. Ihren ersten Spielfilm Siguiendo Las Estrellas stellte sie 2010 fertig. In Quito gründete Disse 2014 die Durga’s Tiger School for Yoga, Tantra and Shamanism, die Yogalehrer ausbildet.
Disse ist Mutter eines 1990 geborenen Sohns. Sie lebt als Autorin, Filme- und Radiomacherin in Berlin und Ecuador.

## Filmografie

### Als Schauspielerin (Auswahl)
- 1983:	Ein König ohne Reich
- 1984:	Nebel. Jagen
- 1987:	Das Mädchen mit den Feuerzeugen
- 1988: Dortmunder Roulette (TV-Serie)
- 1988:	Die Katze
- 1988:	Tatort – Moltke (TV-Reihe)
- 1989:	Schweinegeld
- 1990–1992: Der Fahnder (TV-Serie, zwei Folgen)
- 1991: Ein Fall für zwei (TV-Serie, eine Folge)
- 1991:	Baal
- 1991:	Tatort – Blutwurstwalzer
- 1992:	Zu jung um zu sterben

### Als Regisseurin (Auswahl)
- 2010: Siguiendo Las Estrellas
- 2011: Los tiempos están cambiando (Dokumentarfilm)

## Hörspiele
- 2009: Autor mit David Höner: Nachrichten aus der ungarischen Tiefebene – Die Giftmörderin von der Theiss – auch Regie mit David Höner (Feature – RBB/WDR/NDR)
- 2011: O heiliger Tod, Santisima Muerte, Totentage in Mexiko (Eva) – Autor, Regie und Rolle (Hörspiel – RBB)